# 薩爾塞多縣
薩爾塞多縣（西班牙語：Cantón Salcedo），是厄瓜多爾的縣份，位於該國中部，由科托帕希省負責管轄，始建於1919年9月19日，面積484平方公里，2010年普查人口總數為58,216人，人口密度每平方公里120.28人。
1°3′0″S 78°35′0″W / 1.05000°S 78.58333°W